# Зашиверськ

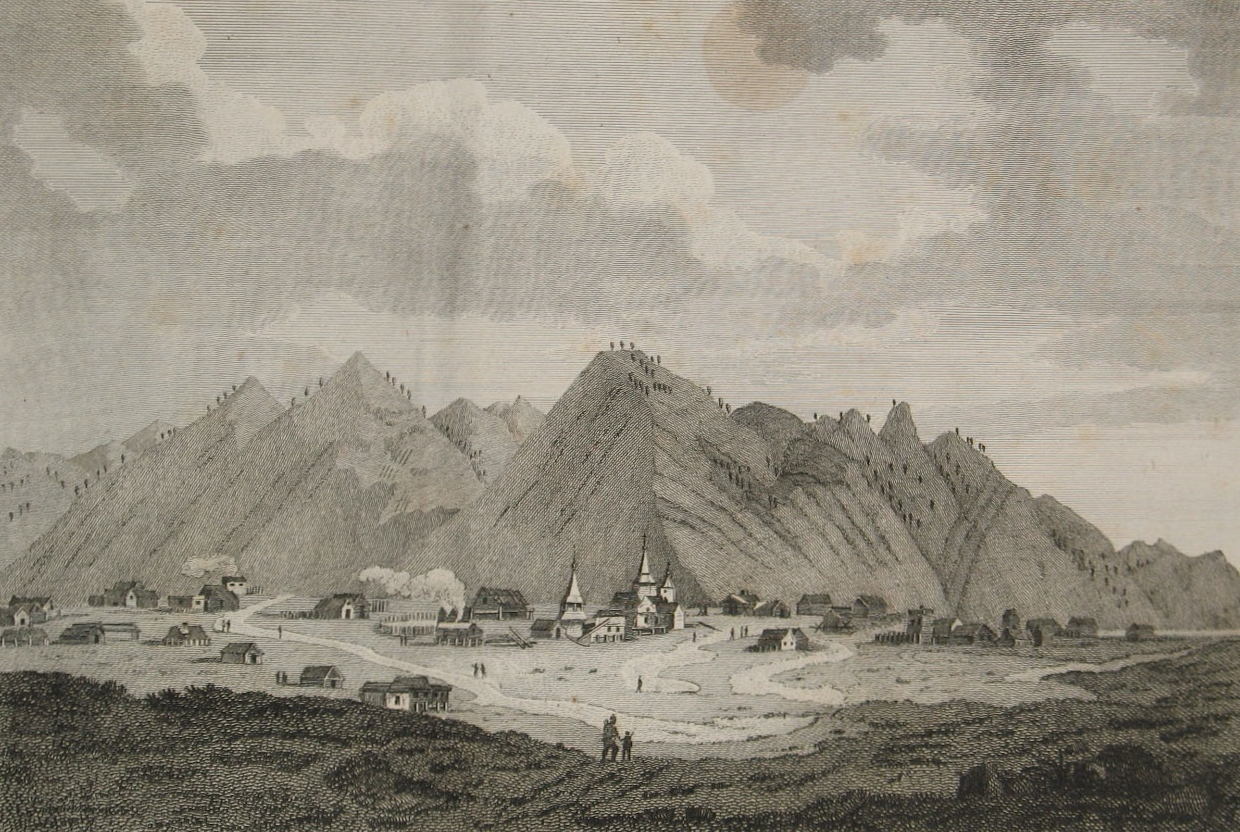
Зашиверськ (1785—1794)

Зашиверськ (рос. Зашиверск) — зникле місто в Росії. Розташовувалося за полярним колом, у середній течії річки Індигірка (нині Момський район Якутії).
Місто засновано в 1639 році як зимовище за порогами-шиверами (звідси назва міста). У XVII — початок XIX століття був місцем збору ясака, великим торговим і адміністративним центром у басейні Індигірка, з населенням до 500 осіб. Перехрестя водних і сухопутних шляхів (з Якутська на Колиму). З винищенням хутрового звіра занепав, після епідемій віспи до 1880-х років припинив існування. Поодинокі мешканці на місці колишнього поселення залишалися ще в 1920-ті роки.
У літературі називається заполярний Кітеж, сибірський «град Китеж»; якутські, заполярні Помпеї. Уцілілими залишились Спаська церква і дзвіниця, які були вивезені до музею в Новосибірську під час археологічної експедиції 1969—1971 років.